# Nacionalisme xinès

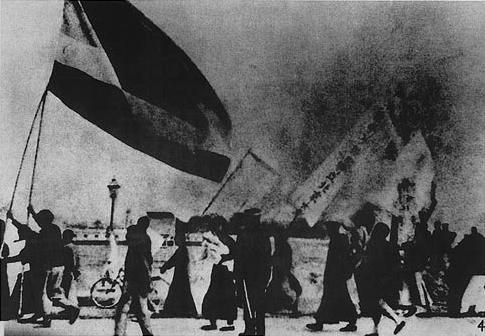
El Moviment del Quatre de Maig va marcar un punt d'inflexió en la història del nacionalisme xinès en 1919.

L'expressió nacionalisme xinès pot referir-se a teories, moviments i creences polítiques que defensen la idea d'un poble i una cultura de la Xina cohesionats i unificats sota un Estat (o Estats) que sigui fonamentalment xinès. Una important dificultat per donar una definició estreba en les variacions i l'ambigüitat de la definició del xinès.

## Base ideològica
El nacionalisme xinès ha begut de diverses fonts ideològiques, molt diferents entre si, entre les quals s'inclouen el pensament xinès tradicional, el progressisme americà, el marxisme i el pensament etnològic rus. La ideologia també està present en moltes i sovint diferents manifestacions. Entre aquestes manifestacions s'inclouen els Tres Principis del Poble, el comunisme xinès, les opinions contràries al govern dels estudiants en les protestes de Tian'anmen de 1989, camises negres feixistes i el col·laboracionisme amb els japonesos sota el govern.
Encara que els nacionalistes xinesos es mostren d'acord en la idea que un estat xinès centralitzat és alguna cosa desitjable, gairebé tot la resta està subjecte a un intens i de vegades amarg debat. Entre les qüestions per les quals els nacionalistes xinesos discrepen es troben quines són les polítiques que conduiran a una Xina fort, quin deu ser l'estructura de l'estat i els seus objectius, com han de ser les relacions entre Xina i les potències estrangeres i quins han de ser les relacions entre la majoria Han, els grups ètnics minoritaris i els xinesos a l'estranger.
Aquestes importants variacions en com ha estat el nacionalisme xinès han estat expressades per molts comentaristes, entre els quals es troba Lucian Pye, que defensa que revelen una falta de contingut en la identitat xinesa. No obstant això, uns altres defensen que l'habilitat del nacionalisme xinès per manifestar-se en diferents formes és un tret positiu que permet a la 
ideologia transformar-se en resposta a crisis internes i esdeveniments exteriors.
Encara que la varietat entre les diferents concepcions del nacionalisme xinès és gran, els grups nacionalistes xinesos mantenen algunes similituds. Totes les ideologies nacionalistes xineses tenen un alt concepte de Sun Yat-sen i es reclamen hereves ideològiques dels Tres Principis del Poble. A més, les ideologies nacionalistes xineses tendeixen a considerar punt a la democràcia com a la ciència com a forces positives, encara que sovint mostren concepcions radicalment diferents del que significa "democràcia".

## Autoconsciencia xinesa
Encara que ha existit un Estat xinès conscient de si mateix durant milers d'anys, la concepció xinesa del món era bàsicament una divisió entre món civilitzat i món bàrbar en la qual no es tenia consciència de la creença que els interessos xinesos haguessin de garantís mitjançant un Estat xinès poderós. Autors com Lucian Pye han defensat que el modern "Estat-nació" és fonamentalment diferent d'un imperi tradicional, encara que alguns han dit que la dinàmica de l'actual República Popular Xina comparteix una similitud essencial amb els imperis regits per la dinastia Ming i la dinastia Qing. Només van existir uns pocs períodes de la història de la Xina en els quals la lluita va ser contra estrangers (especialment contra els mongoles i els Manchúes), mentre que tots els altres conflictes van ser sobretot guerres civils que van conduir a canvis dinàstics. Aquesta interessant particularitat de la història xinesa va fer que no arribés el moment de crear un Estat-nació xinès fins al contacte amb els països occidentals al segle xix.

## Nacionalisme xinès i etnicitat
Definir les relacions entre l'etnicitat i la identitat xinesa ha estat un assumpte molt complex al llarg de la història de la Xina. Al segle xvii, els Manchúes van envair Xina i van establir la dinastia Qing. Durant els segles següents van incorporar grups com els tibetans, els mongoles, i els uigures dels territoris que controlaven. Els manchúes es van enfrontar amb el problema de mantenir la lleialtat entre els pobles sobre els que governaven mentre, al mateix temps, mantenien una identitat distintiva. El mètode pel qual ho van aconseguir va ser reflectir-se a si mateixos com a savis confucionistas que el seu objectiu era conservar i mantenir la civilització xinesa. Al llarg dels segles els manchúes van anar assimilant gradualment la cultura xinesa i al final, molts manchúes s'identificaven com una ètnia minoritària provinent de Manchuria.
La complexitat de les relacions entre etnicitat i identitat xinesa es pot observar durant la rebel·lió Taiping, en la qual els rebels van lluitar ferament contra els manchúes sobre la base que eren bàrbars forasters, mentre que uns altres van lluitar ferament a favor dels manchúes perquè eren els conservadors dels valors xinesos tradicionals. Va ser aquest el moment de la Història en el qual va aparèixer el concepte de "xinès Han" com a mitjà de descriure a la majoria xinesa.
A la fi del segle xix, el nacionalisme xinès identificava "Han" amb "xinès" i pretenia enderrocar als manchúes, als quals considerava fora de l'àmbit de la nació xinesa. Això va conduir a moltes rebel·lions de xinesos de l'ètnia Han. Sun Yat-sen va declarar una vegada: "Per restaurar la nostra independència nacional, hem de restaurar la nació xinesa. Per restaurar la nació xinesa, hem de conduir als bàrbars manchúes més enllà de les muntanyes Changbai. Per desfer-nos dels bàrbars, primer hem d'enderrocar a l'actual govern tirànic, dictatorial, lleig, i corrupte dels Qing. Compatriotes, una revolució és l'única manera d'enderrocar al govern Qing!"
Després de la Revolució de Xinhai de 1911, la definició oficial de "xinès" es va estendre per incloure a ètnies que no eren l'Han com a part d'una comprehensiva Zhonghua Minzu, encara que molts historiadors defensen la idea que va ser a causa de la percepció que una definició estreta de "xinès" resultaria en una pèrdua de territori i que els manchúes estaven massa integrats en la cultura i història de la Xina com per ser considerats un grup forà.
El punt de vista oficial del nacionalisme xinès durant les dècades de 1920 i 1930 va estar molt influït pel modernisme i el darwinisme social, i advocava per l'assimilació cultural dels grups ètnics dominats per l'Estat Han, "culturalment avançat", per convertir-se punt nominalment com de facto en membres de la Zhonghua Minzu (nacionalitat xinesa). En aquest procés va influir la destinació d'estats multiètnics com l'Imperi Austrohongarès i l'Imperi Otomà, en comparació amb estats monoculturals com Alemanya.
Durant les següents dècades el nacionalisme xinès va ser influït pel pensament etnogràfic rus i la ideologia oficial de la República Popular Xina, que afirma que els Han són un dels molts grups ètnics, cadascun d'ells amb una cultura i llengua que deu ser respectada. No obstant això, molts crítics afirmen que malgrat aquesta visió oficial, les actituds asimilacionistas romanen profundament arrelades i la visió popular de les relacions de poder reals crea una situació en la qual, en la pràctica, existeix un nacionalisme xinès que suposa la dominació de les àrees minoritàries pels Han i l'assimilació d'aquests grups minoritaris.
Durant els anys seixanta i setanta, el nacionalisme xinès en la Xina continental es va barrejar amb la retòrica del marxisme, i la retòrica nacionalista es subsumió en gran part en una retòrica internacionalista. D'altra banda, el nacionalisme xinès a Taiwan tractava bàsicament de conservar els ideals i l'herència de Sun Yat-sen, el partit que va fundar, el Kuomintang i el anticomunisme. Mentre que la definició de "nacionalisme xinès" era diferent en la República de la Xina i la República Popular Xina, ambdues reclamaven territoris xinesos com les illes Diaoyutai.
En la dècada de 1990 la millora de la situació econòmica, la caiguda de la Unió Soviètica i l'absència d'una altra ideologia legitimadora ha conduït, segons la majoria dels analistes, a un ressorgir delnacionalisme a la Xina.

## El nacionalisme xinès i els xinesos en l'exterior
El nacionalisme xinès ha mantingut relacions canviants amb els xinesos residents anés de la Xina continental i Taiwan. Els xinesos de l'exterior van recolzar fortament la Revolució de Xinhai de 1911. Després de la descolonització, els xinesos de l'exterior van ser animats a veure's a si mateixos com a ciutadans de les seves pròpies nacions més que com a part del projecte nacionalista xinès. Com a resultat, els xinesos de Singapur i Malàisia han separat el concepte de "xinès ètnic" del concepte de "xinès polític" i han rebutjat explícitament ser part del projecte nacionalista xinès.
Durant la dècada de 1960, la República Popular Xina (RPC) i la República de la Xina (RC) van mantenir diferents actituds cap als xinesos a l'estranger. Als ulls del govern de la RPC, els xinesos de l'exterior eren considerats agents capitalistes, i mantenir bones relacions amb els governs del sud-est asiàtic era més important que mantenir el suport dels xinesos ètnics en aquells països. Per contraposició, la República de la Xina (Taiwan) desitjava mantenir el suport dels xinesos a l'estranger, com a part d'una estratègia global per evitar l'aïllament diplomàtic i mantenir la seva reivindicació de ser l'únic govern legítim de la Xina.
Amb les reformes de Deng Xiaoping l'actitud de la RPC cap als xinesos de l'exterior va passar a ser molt més favorable, i van començar a ser considerats com a font de capital i coneixements. En la dècada de 1990, els esforços de la RPC cap als xinesos de l'exterior es va centrar en mantenir la lleialtat dels acabats d'emigrar, que eren bàsicament estudiants que acabaven d'emigrar, especialment als Estats Units.

## Nacionalisme xinès i Taiwan
Un objectiu comú dels nacionalistes xinesos en l'actualitat és la reunificació de la Xina continental i Taiwan. Encara que aquest ja era un objectiu comú declarat punt per la RPCh com per la República de la Xina abans de 1991, ambdues parts difereixen en la forma de la unificació.
Després de 1981, la República de la Xina va canviar el seu suport a una eventual unificació per una posició més ambigua. Una raó per a l'ambigüitat és l'amenaça duta a terme per la RPX que passaria a l'acció militar en cas que es proclamés una "República de Taiwan". Una altra raó és la divisió interna dins de la República de la Xina, entre defensors del nacionalisme xinès, que defensen la reunificació, i defensors de la independència de Taiwan, que rebutgen la reunificació política com a objectiu últim i creuen que Taiwan hauria de tenir un Estat propi separat de la RPX.
Gran part de la disputa sobre si reunificar Taiwan i Xina continental ha estat feta callar a Taiwan a causa d'un consens generat entre tots dos bàndols taiwanesos per mantenir, almenys temporalment, l'statu quo, és a dir, continuar amb la situació actual. Malgrat el consens respecte del statu quo, la relació entre nacionalisme xinès i Taiwan és controvertida, amb gran part de la controvèrsia se centra en afers simbòlics com l'ús del nom de República de la Xina com el nom oficial de Taiwan. En general, pràcticament ningú recolza a Taiwan la reunificació immediata i la discussió se centra en aspectes culturals, i en com han els taiwanesos de veure's a si mateixos. Els partidaris de la coalició blava tendeixen a veure Xina com una oportunitat econòmica i cultural, i creuen que cal engrandir els vincles entre Taiwan i el continent, així com la identitat xinesa comuna, mentre que els partidaris de la coalició verda veuen Taiwan com una nació independent amb una identitat pròpia, i que la seva independència ha de ser conservada.

## Antinacionalisme i oposició
A més del moviment per la independència de Taiwan, existeixen diverses ideologies que s'oposen al nacionalisme xinès.
Els opositors al nacionalisme xinès ho ataquen des de diversos flancs. Alguns afirmen que el nacionalisme xinès és inherentment endarrerit i dictatorial i incompatible amb un Estat modern. Uns altres defensen que el nacionalisme xinès és fonamentalment una ideologia imperialista o racista, que en la pràctica ha conduït a l'opressió de grups com els tibetans i uigures. D'altra banda, els nacionalistes xinesos es defensen dient que el nacionalisme xinès va sorgir en una era d'imperialisme i que va ser essencial per a la fundació de l'estat xinès modern, lliure de la dominació estrangera. En aquest aspecte, el nacionalisme xinès té un origen anti-imperialista que ho diferencia dels tipus de nacionalisme que van conduir a Estats feixistes com l'Alemanya Nazi.

## Nacionalisme populista xinès
Durant els anys noranta, els intel·lectuals xinesos han debatut el significat polític de l'ascens del nacionalisme a la Xina. D'aquests debats ha emergit un nacionalisme populista que afirma que el nacionalisme antiimperialista ha donat a la Xina un valuós espai públic per a la participació popular anés de les institucions polítiques del país i que els sentiments nacionalistes en una situació poscolonial representen una forma democràtica d'activitat cívica. Els qui advoquen per aquesta teoria promouen el nacionalisme com un ideal de política populista que tanca la legitimitat democràtica que resideix en la voluntat popular.
Els seus detractors, en canvi, critiquen el nacionalisme populista en la Xina actual, especialment el que s'expressa en Internet com una cultura en la qual els "guàrdies vermells d'Internet" criden obscenitats, no només contra els "dimonis estrangers", sinó també contra moderats i liberals que avisen contra els perills que el nacionalisme pot suposar per a la modernització de la Xina. El nacionalisme xinès ha trobat recentment una vàlvula de fuita en el sentiment anti-japonès.
El nacionalisme populista és un desenvolupament tardà del nacionalisme xinès dels noranta. Va començar a prendre forma en 1996, com a resultat conjunt de l'evolució del pensament nacionalista de principis dels noranta i els debats sobre la modernitat, el posmodernisme, el postcolonialisme i les seves implicacions polítiques.